# Cape Coral
Cape Coral és una població dels Estats Units a l'estat de Florida. Segons el cens del 2009 tenia 162.852 habitants.

## Demografia
Segons el cens del 2000, Cape Coral tenia 109.286 habitants, 40.768 habitatges, i 30.209 famílies. La densitat de població era de 375,4 habitants per km².
Dels 40.768 habitatges en un 29,5% hi vivien nens de menys de 18 anys, en un 61,2% hi vivien parelles casades, en un 9,3% dones solteres, i en un 25,9% no eren unitats familiars. En el 19,7% dels habitatges hi vivien persones soles el 9,7% de les quals corresponia a persones de 65 anys o més que vivien soles. El nombre mitjà de persones vivint en cada habitatge era de 2,49 i el nombre mitjà de persones que vivien en cada família era de 2,85.
Per edats la població es repartia de la següent manera: un 22,6% tenia menys de 18 anys, un 5,8% entre 18 i 24, un 26,8% entre 25 i 44, un 25,3% de 45 a 60 i un 19,6% 65 anys o més.
L'edat mediana era de 42 anys. Per cada 100 dones de 18 o més anys hi havia 91,6 homes.
La renda mediana per habitatge era de 43.410 $ i la renda mediana per família de 47.503 $. Els homes tenien una renda mediana de 32.320 $ mentre que les dones 25.068 $. La renda per capita de la població era de 21.021 $. Entorn del 5,3% de les famílies i el 7% de la població estaven per davall del llindar de pobresa.

## Poblacions més properes
El següent diagrama mostra les poblacions més properes.